# 第26回全国高等学校選抜ラグビーフットボール大会
第26回全国高等学校選抜ラグビーフットボール大会は、2025年3月22日から3月31日まで開催された全国高等学校選抜ラグビーフットボール大会である。会場は、熊谷スポーツ文化公園の熊谷ラグビー場Aグラウンドをメインに、同B・Cグラウンド、熊谷スポーツ文化公園の西グラウンド、熊谷市スポーツ・文化村くまぴあ人工芝グラウンド、深谷市仙元山公園多目的グラウンドを使用。

## 日程
出典
- 3月22日(土) - 開会式（熊谷ラグビー場Aグラウンド）・代表者会議
- 3月23日(日) - 1回戦（16試合）、熊谷ラグビー場Bグラウンド・Cグラウンド・西グラウンド・「熊谷市スポーツ・文化村 くまぴあ」人工芝グラウンド
- 3月25日(火) - 2回戦（8試合）・1回戦敗者戦（8試合）、熊谷ラグビー場Bグラウンド・Cグラウンド・西グラウンド・深谷市仙元山公園多目的グラウンド
- 2回戦終了後に「準々決勝 組み合わせ抽選」
- 3月27日(木) - 準々決勝（4試合）、熊谷ラグビー場Aグラウンド
- 3月29日(土) - 準決勝（2試合）、熊谷ラグビー場Aグラウンド
- 3月31日(月) - 決勝・閉会式、熊谷ラグビー場Aグラウンド

## 概要
- 初めて くまぴあ（熊谷市スポーツ・文化村）人工芝グラウンドで行う（1回戦の試合の一部）。
- 初めて 深谷市仙元山公園多目的グラウンドで行う（1回戦敗者戦の一部）。
- 前回大会まで使用していた 熊谷スポーツ文化公園陸上競技場およびその補助陸上競技場は、今大会では使用しない。

## できごと
- 1回戦敗者戦に出場予定の青森山田高等学校（青森）は、チーム内に体調不良者が複数名確認されたことにより、出場辞退を申し出た。これにより、対戦相手 茗溪学園高等学校（茨城）が不戦勝となった[4]。

## 出場校
32校
- 北海道ブロック（2枠）
  - 札幌山の手高等学校（北海道）- 20大会連続20回目
  - 立命館慶祥高等学校（北海道）- 3大会ぶり2回目
- 東北ブロック（3枠）
  - 秋田工業高等学校（秋田県）- 8大会連続15回目
  - 秋田県立秋田中央高等学校（秋田県）- 2大会ぶり8回目
  - 青森山田高等学校（青森県）- 2大会連続2回目
- 関東ブロック（6枠）
  - 桐蔭学園高等学校（神奈川県）- 22大会連続23回目
  - 東海大学付属相模高等学校（神奈川県）- 3大会連続6回目
  - 國學院大學栃木高等学校（栃木県）- 6大会連続11回目
  - 茗溪学園高等学校（茨城県）- 5大会連続16回目
  - 目黒学院高等学校（東京都）- 2大会連続3回目
  - 流経大柏高等学校（千葉県）- 2大会ぶり17回目
- 北信越ブロック（2枠）
  - 開志国際高等学校（新潟県）- 2大会ぶり3回目
  - 日本航空高等学校石川（石川県）- 9大会連続12回目
- 東海ブロック（2枠）
  - 中部大学春日丘高等学校（愛知県）- 8大会連続15回目
  - 名古屋高等学校（愛知県）- 2大会ぶり4回目
- 近畿ブロック（5枠）+ 前年度優勝ブロック枠（1枠）
  - 大阪桐蔭高等学校（大阪府）- 3大会連続11回目
  - 京都成章高等学校（京都府）- 6大会連続13回目
  - 関西学院高等部（兵庫県）- 2大会ぶり4回目
  - 御所実業高等学校（奈良県）- 2大会連続9回目
  - 常翔学園高等学校（大阪府）- 3大会連続15回目
  - 京都工学院高等学校（京都府）- 3大会ぶり9回目
- 中国ブロック（1枠）
  - 尾道高等学校（広島県）- 4大会連続16回目
- 四国ブロック（1枠）
  - 松山聖陵高等学校（愛媛県）- 5大会連続6回目
- 九州ブロック（6枠）
  - 長崎北陽台高等学校（長崎県）- 7大会連続11回目
  - 東福岡高等学校（福岡県）- 18大会連続21回目
  - 筑紫高等学校（福岡県）- 8大会ぶり6回目
  - 佐賀工業高等学校（佐賀県）- 12大会連続19回目
  - 早稲田佐賀高等学校（佐賀県）- 初出場
  - 高鍋高等学校（宮崎県）- 2大会連続9回目
- 開催県枠（1枠）
  - 昌平高等学校（埼玉県）- 2大会連続3回目
- 実行委員会推薦枠（東1枠・西1枠）
  - 山梨学院高等学校（山梨）- 初出場
  - 大分舞鶴高等学校（大分）- 6大会ぶり13回目

### 1回戦
出典：
| 2025年3月23日 13:15 | 長崎北陽台（長崎）      | 50-12 | 秋田工（秋田） | 熊谷ラグビー場Bグラウンド 観客数: 450人 レフリー: 大村京平（関東協会） |
| 2025年3月23日 13:15 | タイムライン 結果配信表 |       |                | 熊谷ラグビー場Bグラウンド 観客数: 450人 レフリー: 大村京平（関東協会） |

| 2025年3月23日 14:30 | 目黒学院（東京）        | 12-19 | 京都成章（京都） | 熊谷ラグビー場Bグラウンド 観客数: 500人 レフリー: 渡邉敬弘（関東協会） |
| 2025年3月23日 14:30 | タイムライン 結果配信表 |       |                  | 熊谷ラグビー場Bグラウンド 観客数: 500人 レフリー: 渡邉敬弘（関東協会） |

| 2025年3月23日 15:45 | 東海大相模（神奈川）    | 38-0 | 名古屋（愛知） | 熊谷ラグビー場Bグラウンド 観客数: 300人 レフリー: 不京大也（関東協会） |
| 2025年3月23日 15:45 | タイムライン 結果配信表 |      |                | 熊谷ラグビー場Bグラウンド 観客数: 300人 レフリー: 不京大也（関東協会） |

| 2025年3月23日 9:30 | 京都工学院（京都）      | 65-14 | 山梨学院（山梨） | 熊谷ラグビー場Cグラウンド 観客数: 600人 レフリー: 東克己 |
| 2025年3月23日 9:30 | タイムライン 結果配信表 |       |                  | 熊谷ラグビー場Cグラウンド 観客数: 600人 レフリー: 東克己 |

| 2025年3月23日 10:45 | 松山聖陵（愛媛）        | 7-59 | 中部大学春日丘（愛知） | 熊谷ラグビー場Cグラウンド 観客数: 500人 レフリー: 岡崎延也（関東協会） |
| 2025年3月23日 10:45 | タイムライン 結果配信表 |      |                        | 熊谷ラグビー場Cグラウンド 観客数: 500人 レフリー: 岡崎延也（関東協会） |

| 2025年3月23日 12:00 | 大阪桐蔭（大阪）        | 25-5 | 茗渓学園（茨城） | 熊谷ラグビー場Cグラウンド 観客数: 700人 レフリー: 糸井拓哉（関西協会） |
| 2025年3月23日 12:00 | タイムライン 結果配信表 |      |                  | 熊谷ラグビー場Cグラウンド 観客数: 700人 レフリー: 糸井拓哉（関西協会） |

| 2025年3月23日 13:15 | 筑紫（福岡）            | 62-0 | 青森山田（青森） | 熊谷ラグビー場Cグラウンド レフリー: 吉田航太 |
| 2025年3月23日 13:15 | タイムライン 結果配信表 |      |                  | 熊谷ラグビー場Cグラウンド レフリー: 吉田航太 |

| 2025年3月23日 14:30 | 大分舞鶴（大分）        | 31-31 | 昌平（埼玉） | 熊谷ラグビー場Cグラウンド 観客数: 600人 レフリー: 中井慎也 |
| 2025年3月23日 14:30 | タイムライン 結果配信表 |       |              | 熊谷ラグビー場Cグラウンド 観客数: 600人 レフリー: 中井慎也 |

- 抽選の結果、大分舞鶴が2回戦へ進出

| 2025年3月23日 9:30 | 佐賀工業（佐賀）        | 14-10 | 國學院大學栃木（栃木） | 熊谷スポーツ文化公園 西グラウンド 観客数: 500人 レフリー: 林龍太郎 |
| 2025年3月23日 9:30 | タイムライン 結果配信表 |       |                        | 熊谷スポーツ文化公園 西グラウンド 観客数: 500人 レフリー: 林龍太郎 |

| 2025年3月23日 10:45 | 尾道（広島）            | 36-12 | 開志国際（新潟） | 熊谷スポーツ文化公園 西グラウンド 観客数: 500人 レフリー: 清水鳴哲（関東協会） |
| 2025年3月23日 10:45 | タイムライン 結果配信表 |       |                  | 熊谷スポーツ文化公園 西グラウンド 観客数: 500人 レフリー: 清水鳴哲（関東協会） |

| 2025年3月23日 9:30 | 東福岡（福岡）          | 43-29 | 流通経済大学柏（千葉） | くまぴあ人工芝グラウンド 観客数: 300人 レフリー: 鈴木賢（関東協会） |
| 2025年3月23日 9:30 | タイムライン 結果配信表 |       |                        | くまぴあ人工芝グラウンド 観客数: 300人 レフリー: 鈴木賢（関東協会） |

| 2025年3月23日 10:45 | 関西学院（兵庫）        | 64-12 | 秋田中央（秋田） | くまぴあ人工芝グラウンド 観客数: 400人 レフリー: 古橋賢乃亮（関東協会） |
| 2025年3月23日 10:45 | タイムライン 結果配信表 |       |                  | くまぴあ人工芝グラウンド 観客数: 400人 レフリー: 古橋賢乃亮（関東協会） |

| 2025年3月23日 12:00 | 常翔学園（大阪）        | 62-7 | 札幌山の手（北海道） | くまぴあ人工芝グラウンド 観客数: 400人 レフリー: 楢岡大輝（関東協会） |
| 2025年3月23日 12:00 | タイムライン 結果配信表 |      |                      | くまぴあ人工芝グラウンド 観客数: 400人 レフリー: 楢岡大輝（関東協会） |

| 2025年3月23日 13:15 | 早稲田佐賀（佐賀）      | 15-57 | 桐蔭学園（神奈川） | くまぴあ人工芝グラウンド 観客数: 500人 レフリー: 山形壮平（関東協会） |
| 2025年3月23日 13:15 | タイムライン 結果配信表 |       |                    | くまぴあ人工芝グラウンド 観客数: 500人 レフリー: 山形壮平（関東協会） |

| 2025年3月23日 14:30 | 立命館慶祥（北海道）    | 0-57 | 御所実業（奈良） | くまぴあ人工芝グラウンド 観客数: 450人 レフリー: 石郷岡史弥 |
| 2025年3月23日 14:30 | タイムライン 結果配信表 |      |                  | くまぴあ人工芝グラウンド 観客数: 450人 レフリー: 石郷岡史弥 |

| 2025年3月23日 15:45 | 高鍋（宮崎）            | 36-14 | 日本航空石川（石川） | くまぴあ人工芝グラウンド 観客数: 300人 レフリー: 高良旭（関東協会） |
| 2025年3月23日 15:45 | タイムライン 結果配信表 |       |                      | くまぴあ人工芝グラウンド 観客数: 300人 レフリー: 高良旭（関東協会） |

### 1回戦敗者戦
出典：
| 2025年3月25日 9:30 | 國學院大學栃木（栃木）  | 68-7 | 開志国際（新潟） | 深谷市仙元山公園多目的グラウンド 観客数: 200人 レフリー: 楢岡大輝（関東協会） |
| 2025年3月25日 9:30 | タイムライン 結果配信表 |      |                  | 深谷市仙元山公園多目的グラウンド 観客数: 200人 レフリー: 楢岡大輝（関東協会） |

| 2025年3月25日 13:15 | 秋田工業（秋田）        | 7-81 | 目黒学院（東京） | 深谷市仙元山公園多目的グラウンド 観客数: 200人 レフリー: 古橋賢乃亮（関東協会） |
| 2025年3月25日 13:15 | タイムライン 結果配信表 |      |                  | 深谷市仙元山公園多目的グラウンド 観客数: 200人 レフリー: 古橋賢乃亮（関東協会） |

| 2025年3月25日 15:45 | 名古屋（愛知）          | 22-19 | 日本航空石川（石川） | 深谷市仙元山公園多目的グラウンド 観客数: 200人 レフリー: 田中寛也 |
| 2025年3月25日 15:45 | タイムライン 結果配信表 |       |                      | 深谷市仙元山公園多目的グラウンド 観客数: 200人 レフリー: 田中寛也 |

| 2025年3月25日 10:45 | 山梨学院（山梨）        | 7-24 | 松山聖稜（愛媛） | 深谷市仙元山公園多目的グラウンド 観客数: 150人 レフリー: 松井瑠星（関東協会） |
| 2025年3月25日 10:45 | タイムライン 結果配信表 |      |                  | 深谷市仙元山公園多目的グラウンド 観客数: 150人 レフリー: 松井瑠星（関東協会） |

| 2025年3月25日 12:00 | 茗溪学園（茨城） | 不戦勝 - 不戦敗 | 青森山田（青森） | 深谷市仙元山公園多目的グラウンド |
| 2025年3月25日 12:00 |                  |                 |                  | 深谷市仙元山公園多目的グラウンド |

- 青森山田（青森）は、チーム内に体調不良者が複数名確認されたことにより、出場辞退を申し出た。これにより、対戦相手 茗溪学園（茨城）が不戦勝となった[4]。

| 2025年3月25日 14:30 | 昌平（埼玉）            | 19-52 | 立命館慶祥（北海道） | 深谷市仙元山公園多目的グラウンド 観客数: 200人 レフリー: 田中寛也 |
| 2025年3月25日 14:30 | タイムライン 結果配信表 |       |                      | 深谷市仙元山公園多目的グラウンド 観客数: 200人 レフリー: 田中寛也 |

| 2025年3月25日 9:30 | 流通経済大学柏（千葉）  | 113-7 | 秋田中央（秋田） | 熊谷ラグビー場Bグラウンド 観客数: 300人 レフリー: 不京大也（関東協会） |
| 2025年3月25日 9:30 | タイムライン 結果配信表 |       |                  | 熊谷ラグビー場Bグラウンド 観客数: 300人 レフリー: 不京大也（関東協会） |

| 2025年3月25日 9:30 | 札幌山の手（北海道）    | 21-26 | 早稲田佐賀（佐賀） | 熊谷ラグビー場Cグラウンド 観客数: 500人 レフリー: 清水鳴哲（関東協会） |
| 2025年3月25日 9:30 | タイムライン 結果配信表 |       |                    | 熊谷ラグビー場Cグラウンド 観客数: 500人 レフリー: 清水鳴哲（関東協会） |

### 2回戦
出典：
| 2025年3月25日 12:00 | 佐賀工業（佐賀）        | 27-0 | 尾道（広島） | 熊谷ラグビー場Cグラウンド 観客数: 400人 レフリー: 高良旭（関東協会） |
| 2025年3月25日 12:00 | タイムライン 結果配信表 |      |              | 熊谷ラグビー場Cグラウンド 観客数: 400人 レフリー: 高良旭（関東協会） |

| 2025年3月25日 13:15 | 長崎北陽台（長崎）      | 12-41 | 京都成章（京都） | 熊谷ラグビー場Cグラウンド 観客数: 500人 レフリー: 松井洋輔（関東協会） |
| 2025年3月25日 13:15 | タイムライン 結果配信表 |       |                  | 熊谷ラグビー場Cグラウンド 観客数: 500人 レフリー: 松井洋輔（関東協会） |

| 2025年3月25日 14:30 | 東海大学相模（神奈川）  | 54-14 | 高鍋（宮崎） | 熊谷ラグビー場Cグラウンド 観客数: 500人 レフリー: 林龍太郎 |
| 2025年3月25日 14:30 | タイムライン 結果配信表 |       |              | 熊谷ラグビー場Cグラウンド 観客数: 500人 レフリー: 林龍太郎 |

| 2025年3月25日 10:45 | 京都工学院（京都）      | 13-12 | 中部大学春日丘（愛知） | 熊谷ラグビー場Cグラウンド 観客数: 500人 レフリー: 原大雅（関東協会） |
| 2025年3月25日 10:45 | タイムライン 結果配信表 |       |                        | 熊谷ラグビー場Cグラウンド 観客数: 500人 レフリー: 原大雅（関東協会） |

| 2025年3月25日 13:15 | 大阪桐蔭（大阪）        | 60-7 | 筑紫（福岡） | 熊谷ラグビー場Bグラウンド 観客数: 300人 レフリー: 東克己 |
| 2025年3月25日 13:15 | タイムライン 結果配信表 |      |              | 熊谷ラグビー場Bグラウンド 観客数: 300人 レフリー: 東克己 |

| 2025年3月25日 14:30 | 大分舞鶴（大分）        | 12-46 | 御所実業（奈良） | 熊谷ラグビー場Bグラウンド 観客数: 300人 レフリー: 山形壮平（関東協会） |
| 2025年3月25日 14:30 | タイムライン 結果配信表 |       |                  | 熊谷ラグビー場Bグラウンド 観客数: 300人 レフリー: 山形壮平（関東協会） |

| 2025年3月25日 10:45 | 東福岡（福岡）          | 56-21 | 関西学院（兵庫） | 熊谷ラグビー場Bグラウンド 観客数: 300人 レフリー: 糸井拓哉（関西協会） |
| 2025年3月25日 10:45 | タイムライン 結果配信表 |       |                  | 熊谷ラグビー場Bグラウンド 観客数: 300人 レフリー: 糸井拓哉（関西協会） |

| 2025年3月25日 12:00 | 常翔学園（大阪）        | 33-46 | 桐蔭学園（神奈川） | 熊谷ラグビー場Bグラウンド 観客数: 200人 レフリー: 細川正義 |
| 2025年3月25日 12:00 | タイムライン 結果配信表 |       |                    | 熊谷ラグビー場Bグラウンド 観客数: 200人 レフリー: 細川正義 |

### 準々決勝
出典：
| 2025年3月27日 10:30 | 御所実業（奈良） | 10-10                                     | 佐賀工業（佐賀）      | 熊谷ラグビー場Aグラウンド 観客数: 300人 レフリー: 原大雅（関東協会） |
| 2025年3月27日 10:30 | T: 36', 43'      | タイムライン 選手一覧 結果配信表 レポート | T: 30' G: 31' PG: 11' | 熊谷ラグビー場Aグラウンド 観客数: 300人 レフリー: 原大雅（関東協会） |

- トライ数が御所実業2、佐賀工業1により、御所実業が準決勝進出。

| 2025年3月27日 11:50 | 桐蔭学園（神奈川）                                                 | 43-17                                     | 東海大学相模（神奈川） | 熊谷ラグビー場Aグラウンド 観客数: 400人 レフリー: 細川正義 |
| 2025年3月27日 11:50 | T: 10', 14', 18', 42', 46', 49' G: 11', 14', 43', 46', 50' PG: 32' | タイムライン 選手一覧 結果配信表 レポート | T: 3', 30', 57' G: 57' | 熊谷ラグビー場Aグラウンド 観客数: 400人 レフリー: 細川正義 |

| 2025年3月27日 13:10 | 大阪桐蔭（大阪）      | 17-24                                     | 東福岡（福岡）                            | 熊谷ラグビー場Aグラウンド 観客数: 300人 レフリー: 村田優作 |
| 2025年3月27日 13:10 | T: 5', 29', 53' G: 6' | タイムライン 選手一覧 結果配信表 レポート | T: 13', 56', 65' G: 14', 57', 66' PG: 24' | 熊谷ラグビー場Aグラウンド 観客数: 300人 レフリー: 村田優作 |

| 2025年3月27日 14:30 | 京都工学院（京都）                        | 24-34                                     | 京都成章（京都）                                   | 熊谷ラグビー場Aグラウンド 観客数: 300人 レフリー: 鈴木賢 |
| 2025年3月27日 14:30 | T: 28', 32', 47' G: 29', 33', 48' PG: 11' | タイムライン 選手一覧 結果配信表 レポート | T: 16', 20', 23', 40', 49' G: 17', 21', 51' PG: 5' | 熊谷ラグビー場Aグラウンド 観客数: 300人 レフリー: 鈴木賢 |

### 準決勝
出典：
| 2025年3月29日 11:00 | 御所実業（奈良） | 0-17                             | 桐蔭学園（神奈川）      | 熊谷ラグビー場Aグラウンド 観客数: 300人 レフリー: 村田優作 |
| 2025年3月29日 11:00 |                  | タイムライン 選手一覧 結果配信表 | T: 17', 27', 52' G: 52' | 熊谷ラグビー場Aグラウンド 観客数: 300人 レフリー: 村田優作 |

| 2025年3月29日 12:30 | 東福岡（福岡） | 5-22                             | 京都成章（京都）            | 熊谷ラグビー場Aグラウンド 観客数: 300人 レフリー: 松井洋輔（関東協会） |
| 2025年3月29日 12:30 | T: 19'         | タイムライン 選手一覧 結果配信表 | T: 24', 31', 42, 54' G: 43' | 熊谷ラグビー場Aグラウンド 観客数: 300人 レフリー: 松井洋輔（関東協会） |

### 決勝
出典：
| 2025年3月31日 11:00 | 桐蔭学園（神奈川）               | 36-0 | 京都成章（京都） | 熊谷ラグビー場Aグラウンド 観客数: 1,000人 レフリー: 岡崎延也（関東協会） |
| 2025年3月31日 11:00 | タイムライン 選手一覧 結果配信表 |      |                  | 熊谷ラグビー場Aグラウンド 観客数: 1,000人 レフリー: 岡崎延也（関東協会） |

## 主催・主管・協賛など
第26回大会
- 主催 - 日本ラグビーフットボール協会
- 共催 - 全国高等学校体育連盟
- 主管 - 関東ラグビーフットボール協会、埼玉県ラグビーフットボール協会、全国高等学校体育連盟ラグビー専門部
- 後援 - スポーツ庁、毎日新聞社、埼玉県教育委員会、熊谷市、熊谷市教育委員会、深谷市、深谷市教育委員会、地域活性化センター
- 高校ラグビーパートナー - 三井住友銀行
- 協賛 - 大正製薬、日本旅行

## 配信・放送
- J SPORTS（有料）：「J SPORTSオンデマンド」で全試合を、LIVE配信およびオンデマンド配信。決勝戦を録画放送[6][7][8]。
- MBS（毎日放送）（無料）：「HANAZONO LIVE」で全試合を、試合終了後から配信[9]。